# Mlýn v Nových Mlýnech
Mlýn v Nových Mlýnech je vodní mlýn, který stojí na levém břehu řeky Dyje pod hrází novomlýnské nádrže.

## Historie
Vodní mlýn vznikl roku 1558 na místě starého mlýna, který příslušel k Děvičkám na levém břehu řeky. Majitelé lednického panství dovolili toho roku novokřtěncům postavit zde nový mlýn a založit svou osadu, ve které mohli realizovat život podle svých náboženských představ. Podle tohoto nového mlýna byla osada pojmenovaná. Novokřtěnci byli zručnými řemeslníky, listina z roku 1585 je uvádí jako mlynáře, další listina z roku 1604 jako barvíře, ševce, keramiky, lazebníky a oděvníky a také hodináře, zvonolijce a felčary.
Roku 1622 byli jako nekatolíci vypovězeni do Uher.

## Popis
Mlýnice a obytný dům jsou pod jednou střechou, ale dispozičně oddělené. Zděné, vícepodlažní budovy stojí po stranách bývalého náhonu a za ním je propojuje další objekt.
Náhon vedl k mlýnu v místech ulice a protékal mezi oběma hlavními budovami k turbínovému domku s Francisovou turbínou (dochovaná); odtokovým kanálem se pak voda vracela zpět do řeky.

## Rakvická tragédie 1936
V úterý 26. května 1936 se mlýn s jeho tehdejším majitelem Josefem Veverkou zapsal nechvalně do historie tragickou událostí, kdy na školním výletě žáků Rakvické školy, došlo k potopení prámu, který převážel povoz s koni a asi 52 dětí. Tragédii nepřežilo 31 dětí a jeden dospělý. Právě Josef Vaverka byl považován za majitele prámu a převozník Leopold Schuster pro něj pracoval. V důsledku tragédie byl majitel mlýna, pan Josef Vaverka odsouzen k deseti měsíců tuhého vězení, podmíněně na dva roky.